# Escalona del Alberche
Escalona del Alberche o Escalona és un municipi de la província de Toledo, a la comunitat autònoma de Castella la Manxa. Limita amb Aldea en Cabo, Paredes de Escalona i Almorox al nord, Santa Cruz del Retamar a l'est, Quismondo i Maqueda al sud, i Hormigos i Nombela a l'oest.
| Període      | Nom de l'alcalde/-essa  | Partit polític | Data de possessió |
| ------------ | ----------------------- | -------------- | ----------------- |
| 1979 - 1983  | Eugenio Rincón Martín   | UCD            | 19/04/1979        |
| 1983 - 1987  | Aurelio Rodríguez Pérez | AP/PDP/UL      | 28/05/1983        |
| 1987 - 1991  | Germán Díaz Blanco      | PSOE           | 30/06/1987        |
| 1991 - 1995  | Germán Díaz Blanco      | PSOE           | 15/06/1991        |
| 1995 - 1999  | Germán Díaz Blanco      | PSOE           | 17/06/1995        |
| 1999 - 2003  | Germán Díaz Blanco      | PSOE           | 03/07/1999        |
| 2003 - 2007  | Germán Díaz Blanco      | PSOE           | 14/06/2003        |
| 2007 - 2011  | Álvaro Gutiérrez Prieto | PSOE           | 16/06/2007        |
| 2011 - 2015  | Álvaro Gutiérrez Prieto | PSOE           | 11/06/2011        |
| 2015 - 2019  | Álvaro Gutiérrez Prieto | PSOE           | 13/06/2015        |
| 2019 - 2023  | n/d                     | n/d            | 15/06/2019        |
| Des del 2023 | n/d                     | n/d            | 17/06/2023        |

## Personatges il·lustres
- Joan Manuel de Castella, escriptor en castellà.